# Новинка (Вытегорский район)
Новинка — деревня в Вытегорском районе Вологодской области.
Входит в состав Казаковского сельского поселения, с точки зрения административно-территориального деления — в Казаковский сельсовет.
Расстояние по автодороге до районного центра Вытегры — 23 км, до центра муниципального образования деревни Палтога — 6 км. Ближайшие населённые пункты — Кондушский Погост, Мостовая, Трутнево.
По данным переписи в 2002 году постоянного населения не было.